# Shota Aizawa
Shota Aizawa (相澤 祥太 Aizawa Shota?), född 19 april 1996 i Tokyo prefektur, är en japansk fotbollsspelare.
Aizawa började sin karriär 2019 i SWQ Thunder. 2020 flyttade han till Roasso Kumamoto.